# Melchior Jöstel
Melchior Jöstel (* 10. April 1559 in Dresden; † 13. Juni 1611 in Freiberg) war ein deutscher Mathematiker, Landvermesser und Mediziner.

## Leben
Melchior Jöstel wurde als Sohn von Johann Jöstel (1549 Bürger und Goldschmied, 1573–1591 Rat in Dresden) und seiner Frau Ursula, Tochter des Dresdner Bürgers Melchior Kühne, geboren. Am 25. Mai 1577 immatrikulierte er sich an der Universität Wittenberg, wo er am 19. März 1583 den akademischen Grad eines Magisters erwarb. Im Anschluss wurde er Gehilfe des Mathematikers und Münzmeisters in Annaberg, Abraham Riese (1533?–1604), der ein Sohn von Adam Ries war. 1592 wandte sich Jöstel an den kurfürstlichen Administrator Friedrich Wilhelm von Sachsen-Weimar, der am 4. Juli 1592 die Wittenberger Universität anwies, Jöstel bei nächster Gelegenheit in eine mathematische Professur zu bringen, um ihn für Sachsen halten zu können.
Nachdem Peter Otto († 1594) gestorben war, wurde daher Jöstel dessen Professur für höhere Mathematik übertragen. So gelangte er 1594 in den Senat der philosophischen Fakultät. Im Wintersemester 1600 sowie 1606 war er deren Dekan. Im Sommersemester 1606 verwaltete er das Amt des Prorektors. Jöstel bemühte sich um die Herstellung eines Observatoriums, das auf dem Wall der Wittenberger Festung errichtet werden sollte. Zuvor hatte Jöstel mehrere Male auf dem Wall Himmelsbeobachtungen mit Studenten durchgeführt.
Seine Forschungsgebiete waren die Trigonometrie und die Berechnung der Mondbahnen basierend auf Vorarbeiten von Tycho Brahe. Mit Brahe hatte er in einem freundschaftlichen Kontakt gestanden. Auch hatte er mit Johannes Kepler über mathematische Themen korrespondiert. Zudem interessierte sich Jöstel, wie viele seiner mathematischen Kollegen jener Zeit, auch für Medizin. So erwarb er am 3. Oktober 1600 unter Andreas Schato (1539–1603) mit der Dissertation De vertigine das Lizentiat der Medizin. Am 14. Oktober 1600 wurde er bei Schato mit der Dissertation Oratio de contagione zum Doktor der Medizin promoviert. 1611 übertrug man ihm die Leitung der Dresdner Kunstkammer, in welcher Funktion er jedoch durch sein Ableben nicht mehr aktiv werden konnte.
Er heiratete am 3. November 1601 in Wittenberg Martha Moller (1577–1617).

## Werkauswahl
- Algorithmus geometricus superficierum specie et forma similium, rectis lineis comprehensarum. 1584. (Digitalisat der Handschrift)
- Logistica Prosthaphaersis Astronomica (herausgegeben von H. von Braunmühl in einer Festschrift S. 17–29); Original in Dresdner Bibliothek 1908
- Oratio de initiis progressu, dignitate … mathematum. Wittenberg 1595
- Lunae deliquium ad hunc Christi annum 1599 ex Tychonis Brahe tabulis supputatum. Wittenberg 1599. (Digitalisat)